# Haqq-Muhammed-Ali
Haqq-Muhammed-Ali er et alevitisk udtryk for fuldkommenheden ved at sammenstille Gud, Muhammed og Ali. Det skal forstås på den måde, at Gud er selveste Sandheden (Haqq, Haqiqat), og at Muhammed er dennes synlige (zāhir) aspekt, mens Ali er dennes skjulte (bātin) aspekt.
Udtrykket bruges både i alevitiske bønner og digte. Følgende digt er fra en Duvāz Imām, tilhørende Shāh Khatā'ī (1487-1524):
 Hak-Muhammed-Ali kandilinde yanar,

Hasan Hüseyin'in sırrını sunar,

Cennet-i Âlâ'da göverip biter,

Destur verdi sana gel yanal elma.
Gud-Muhammed-Ali lyser op i kandil,

Den viser Hasan og Hussein's hemmelighed,

Den bliver blå og forsvinder i Den Syvende Himmel,

Den gav dig tilladelse; kom du to-farvede æble.